# Joni Ernst
Joni Kay Ernst (født 1. juli 1970) er en amerikansk politiker. Hun er en senator og repræsenterer Iowa og Det republikanske parti.